# Mistrzostwa Świata w Snookerze 1931
Mistrzostwa Świata w Snookerze 1931 − piąte mistrzostwa świata w snookerze, które zostały rozegrane na przełomie 1930/1931. Pomimo rosnącej popularności snookera w Wielkiej Brytanii, rozegrano od razu finał, gdyż tylko dwóch graczy zgłosiło swój udział w mistrzostwach: broniący tytułu Joe Davis oraz wicemistrz świata Tom Dennis. Po raz piąty z rzędu, mistrzem świata został Joe Davis, który pokonał Dennisa 25−21. Zawody zostały rozegrane w Lounge Hall w Nottingham.

## Wyniki turnieju

### Finał
Lepszy w 49 frame'ach
 Joe Davis 25−21  Tom Dennis

| Finał: Lepszy w 49 frame'ach. Lounge Hall, Nottingham, Anglia, 27 kwietnia – 1 maja 1931. |       |            |
| Joe Davis | 25–21 | Tom Dennis |
| Dzień 1: 57–47, 22–60, 44–66, 74–45, 41–50, 5 frame'ów nieznanych Dzień 2: 48–43, 32–54, 36–52, 80–36, 68–18, 5 frame'ów nieznanych Dzień 3: 8–101, 45–59, 7–59, 49–57, 75–32 (56), 5 frame'ów nieznanych Dzień 4: 42–53, 9 frame'ów nieznanych Dzień 5: 116–14, 110–2 (72), 3 frame'y nieznane, 75–43 (58) |       |            |